# Epeus
Epeus Peckham & Peckham, 1886 è un genere di ragni appartenente alla famiglia Salticidae.

## Habitat
Predilige piante e arbusti della foresta pluviale; rinvenuto raramente in giardini.

## Caratteristiche
Femmine e maschi hanno pressoché le stesse dimensioni: dai 6 ai 9 millimetri, le femmine sono leggermente più grandi. Le zampe sono molto lunghe e variamente colorate, anche l'opistosoma è fortemente allungato e multicolore. I maschi hanno una peculiare cresta sulla pars cephalica composta di peli e somigliante ad un'acconciatura Mohawk.
La E. glorius, descritta nel 1985, ha un carapace color arancio pallido e una cresta di colore arancio intenso. La parte posteriore del pattern oculare è attorniata da ciuffi di peli bianchi e l'opistosoma è giallo pallido. Le zampe anteriori dei maschi sono di colore marrone con i soli tarsi di colore giallo vivido. Nelle femmine le zampe sono gialle e la loro parte terminale è nera.

## Distribuzione
Le 14 specie oggi note di questo genere sono state rinvenute in Asia sudorientale: ben 11 specie sono endemismi.

## Tassonomia
Rimosso dalla sinonimia con Viciria Thorell, 1877 da un lavoro di Prószynski del 1984 e dallo stesso aracnologo considerato un sinonimo anteriore di Taupoa Peckham & Peckham 1907 con trasferimento della specie tipo.
A dicembre 2010, si compone di 14 specie:
- Epeus alboguttatus (Thorell, 1887) — Cina, Birmania, Vietnam
- Epeus albus Prószynski, 1992 — India
- Epeus bicuspidatus (Song, Gu & Chen, 1988) — Cina
- Epeus chilapataensis (Biswas & Biswas, 1992) — India
- Epeus edwardsi Barrion & Litsinger, 1995 — Filippine
- Epeus exdomus Jastrzebski, 2010 — Nepal
- Epeus flavobilineatus (Doleschall, 1859) — Giava
- Epeus furcatus Zhang, Song & Li, 2003 — Singapore
- Epeus glorius Zabka, 1985 — Cina, Vietnam
- Epeus guangxi Peng & Li, 2002 — Cina
- Epeus hawigalboguttatus Barrion & Litsinger, 1995 — Filippine
- Epeus indicus Prószynski, 1992 — India
- Epeus mirus (Peckham & Peckham, 1907) — Borneo
- Epeus tener (Simon, 1877) — Giava